# لوروا كار
لوروا كار (بالإنجليزية: Leroy Carr)‏ هو ملحن ومغني وعازف بيانو أمريكي، ولد في 27 مارس 1905 في ناشفيل في الولايات المتحدة، وتوفي في 29 أبريل 1935 في إنديانابوليس في الولايات المتحدة بسبب التهاب الكلى.

## وصلات خارجية
- لوروا كار على موقع الموسوعة البريطانية (الإنجليزية)
- لوروا كار على موقع ميوزك برينز (الإنجليزية)
- لوروا كار على موقع أول ميوزيك (الإنجليزية)
- لوروا كار على موقع ديسكوغز (الإنجليزية)